# Vista, suerte y al toro
Vista, suerte y al toro, fue un lema atribuido al aviador español Joaquín García Morato (1904-1939).

## Creación
Cuando, al inicio de la guerra civil española, Joaquín García Morato formó su primera unidad de caza para el bando sublevado, la Patrulla Azul, adoptó una insignia consistente en tres pájaros que volaban en formación de flecha: un halcón, que representaba al propio Morato, una avutarda a Narciso Bermúdez de Castro y Zafra-Vázquez y un mirlo, a Julio Salvador y Díaz-Benjumea.
Pero no tenían lema. Y ese lema tuvo como origen un hecho bastante gracioso y original: "Un piloto muy joven y entusiasta, tenía decidido ingresar en la escuadrilla de Morato fuese como fuese, y no pasaba día sin que éste tuviera que escuchar una y otra vez sus ruegos". Con firmeza, pero también con paciencia lo rechazaba, explicándole que no había vacantes y que los Fiats escaseaban. Para tratar de desilusionarle definitivamente le dijo en broma que si descubría el lema de la escuadrilla en el lapso de una semana le permitiría entrar en ella.
El joven piloto interrogó a todos los oficiales de la base rogándoles que le confiaran el secreto. Uno de ellos, sin duda con mucha guasa, le dijo que si le daba solemne palabra de honor de no decir nada a nadie y menos a Morato se lo descubriría. El oficial aceptó las condiciones. Pues bien -le contestó entonces en tono muy confidencial-, nuestro lema es "Vista, suerte y al toro". Aquella noche, el piloto en cuestión vino a mí con una expresión radiante en la cara, exclamando: "volaré con usted; ya conozco su lema". Le pregunté cuál era, y al decírmelo me gustó tanto, que no sólo le acepté como piloto de mi escuadrilla, sino que también adopté aquella frase como lema de ella. Estaba de acuerdo con nuestra profesión. Era una frase usada por los toreros al entrar en el ruedo a afrontar la inseguridad de su suerte. Nunca sabían si saldrían de allí con vida. Mucho dependía de su suerte, de su vista y de su decisión. Nosotros los pilotos teníamos que afrontar una situación similar.